# Hedri Antal
Hedri Antal (Sirok, Heves megye, 1702. január 28. – Udvarhely, 1765. április 19.) jezsuita áldozópap.

## Élete
1720. október 14-én, Egerben lépett a rendbe. Tanulmányainak végezte után Gyöngyösön, Kolozsvárt és Székelyudvarhelyen tanár, hitszónok és a rendház főnöke volt.

## Munkái
- Historia poetica montium Transilvaniae. Claudiopoli, 1728
- Exordium apostolici Hungariae regni. Claudiopoli, 1729